# The Temper Trap (album)
The Temper Trap è il secondo album dei The Temper Trap.

## Tracce
1. Need Your Love – 3:39
2. London's Burning – 4:07
3. Trembling Hands – 4:38
4. The Sea Is Calling – 3:45
5. Miracle – 3:46
6. This Isn't Happiness – 4:04
7. Where Do We Go from Here – 3:49
8. Never Again – 3:33
9. Dreams – 3:41
10. Rabbit Hole – 3:06
11. I'm Gonna Wait – 4:15
12. Leaving Heartbreak Hotel – 4:26